# Pipestone Creek (North Saskatchewan River)
Der Pipestone Creek ist ein 40 km langer linker Nebenfluss des North Saskatchewan River im zentralen Westen der kanadischen Provinz Saskatchewan. Als „pipestone“ wird gewöhnlich Catlinit, ein Tonstein, der auch zur Herstellung von Friedenspfeifen benutzt wurde, bezeichnet.

## Verlauf
Der Pipestone Creek bildet den Abfluss eines kleinen namenlosen Sees 14 km nordöstlich von Onion Lake auf einer Höhe von etwa 620 m. Er fließt in überwiegend südlicher Richtung und mündet schließlich 8,5 km westlich von Frenchman Butte auf einer Höhe von etwa 500 m in den nach Westen strömenden North Saskatchewan River. 6 km oberhalb der Mündung kreuzt der Saskatchewan Highway 797 den Flusslauf.